# 1992 Galvarino
(1992) Galvarino là một tiểu hành tinh được phát hiện ngày 18 tháng 7 năm 1968 bởi Carlos Torres và S. Cofre ở Cerro El Roble. Nó có tên chỉ định là 1968 OD.